# شيميل
شيميل (من الإنجليزية: Shemale) هو مصطلح يستخدم أساساً في مجال الأعمال الجنسية لوصف امرأة متحولة جنسياً بأعضاء تناسلية ذكرية وتحمل الصفات الجنسية الثانوية لأنثى، وعادة ما يشمل ذلك الثديان من تكبير الثدي أو استخدام الهرمونات. العديد من المتحولين يعتبرون مصطلح شيميل ذو صفة مهينة، بحجة أنه يسخر أو ينم عن عدم الاحترام للهوية الجنسية والنوع الاجتماعي الخاص بالأشخاص المتحولين؛ وفي هذا الرأي، يؤكد المصطلح على الجنس البيولوجي للشخص ويهمل نوعهم الاجتماعي (جندرهم). غالباً ما يعني استخدام مصطلح «شيميل» لوصف مرأة متحولة جنسياً بأنها تعمل في الجنس. وعادةً ما يُستخدم المصطلح في المواد الإباحية.
وقد تم استخدم مصطلح شيميل في اللغة الإنجليزية منذ منتصف القرن التاسع عشر، عندما كان يستخدم في الفكاهة العامية عن كلمة «أنثى» (بالإنجليزية: female)، خاصة إذا ما كانت امرأة عدوانية.

## المجال الأكاديمي
استخدم بعض علماء الأحياء مصطلح «شيميل» للإشارة إلى ذكور الحيوانات من غير البشر والتي تُظهر سمات أو سلوكيات أنثوية، مثل الفيرومونات الأنثوية والتي تُطلقها ذكور الزواحف. انتقدت عالمة الأحياء الأمريكية جوان روفجاردن استخدام المصطلح في أدبيات الزواحف، قائلة بأنه «مهين وتم اقتراضه من الصناعة الإباحية.» يستخدم هذا المصطلح أيضاً من قبل بعض علماء النفس للإشارة إلى الأشخاص المتحولين من ذكور إلى إناث، والذين تحولوا إلى إناث من دون خضوعهم لجراحة أعضاء تناسلية.

## في اليابان
في اليابان، يستخدم مصطلح «نصف جديد» (بالإنجليزية: New Half) للإشارة إلى الأشخاص المتحولين جنسياً، وهو تحريف للمصطلح المعروف "hafu" أي «نصف» (باليابانية: ハ ー フ) والذي عادةً ما يستخدم للإشارة للأشخاص الذين هم من أصل ياباني مختلط، مما يعبر على أنه يُنظر للأشخاص من المتحولين جنسياً على أنهم نوع جديد من «نصف».